# Болдсайхани Хонгорзул
Болдсайхани Хонгорзул (монг. Болдсайханы Хонгорзул; нар. 27 травня 2001) — монгольська борчиня вільного стилю, бронзова призерка чемпіонатів Азії, учасниця Олімпійських ігор.

## Життєпис
Почала займатися спортом у 10 років.
У 2017 році стала бронзовою призеркою чемпіонату світу серед кадетів. Того ж року здобула срібну медаль чемпіонату Азії серед кадетів. Наступного року стала бронзовою призеркою чемпіонату Азії серед кадетів. У 2019 році здобула титул чемпіонки Азії серед молоді.
У 2021 році на олімпійському кваліфікаційному турнірі в Алмати посіла перше місце, що дозволило їй відібратись на літні Олімпійські ігри в Токіо. На Олімпіаді Болдсайхани Хонгорзул виграла у першому раунді у представниці Франції Матільди Рів'є через травму останньої. Однак у чвертьфіналі програла з рахунком 0:7 представниці Японії Рісако Кавай, яка стала чемпіонкою цього турніру. Оскільки японська спортсменка пройшла до фіналу, Болдсайхани Хонгорзул змогла взяти учать у втішних сутичках за бронзову нагороду. У пкошому втішному поєдинку здобула перемогу з рахунком 10:0 над представниці Гвінеї Фатуматою Камара. Однак у вирішальному двобої за бронзову нагороду поступилася з рахунком 0:11 представниці США Гелен Маруліс, вибувши зі змагань та посівши у підсумку п'яте місце.
Має звання майстра спорту Монголії міжнародного класу.

## Спортивні результати на міжнародних змаганнях

### Виступи на Олімпіадах
| Змагання                    | Збірна   | Вагова категорія          | Місце |
| --------------------------- | -------- | ------------------------- | ----- |
| Літні Олімпійські ігри 2020 | Монголія | жіноча боротьба, до 57 кг | 5     |

### Виступи на Чемпіонатах Азії
| Змагання                       | Збірна   | Вагова категорія          | Місце  |
| ------------------------------ | -------- | ------------------------- | ------ |
| Чемпіонат Азії з боротьби 2022 | Монголія | жіноча боротьба, до 62 кг | Бронза |

### Виступи на інших змаганнях
| Змагання                                                     | Збірна   | Вагова категорія          | Місце  |
| ------------------------------------------------------------ | -------- | ------------------------- | ------ |
| Гран-прі «Іван Яригін» 2019                                  | Монголія | жіноча боротьба, до 57 кг | 5      |
| Відкритий чемпіонат Монголії з боротьби 2019                 | Монголія | жіноча боротьба, до 57 кг | Срібло |
| Кубок Президента Бурятської Республіки з боротьби 2019       | Монголія | жіноча боротьба, до 57 кг | Срібло |
| Гран-прі «Іван Яригін» 2020                                  | Монголія | жіноча боротьба, до 57 кг | Бронза |
| Олімпійський кваліфікаційний турнір з боротьби 2020 (Алмати) | Монголія | жіноча боротьба, до 57 кг | Золото |

### Виступи на змаганнях молодших вікових груп
| Змагання                                      | Збірна   | Вагова категорія          | Місце  |
| --------------------------------------------- | -------- | ------------------------- | ------ |
| Чемпіонат Азії з боротьби серед кадетів 2017  | Монголія | жіноча боротьба, до 52 кг | Срібло |
| Чемпіонат світу з боротьби серед кадетів 2017 | Монголія | жіноча боротьба, до 52 кг | Бронза |
| Чемпіонат Азії з боротьби серед кадетів 2018  | Монголія | жіноча боротьба, до 57 кг | Бронза |
| Чемпіонат світу з боротьби серед кадетів 2018 | Монголія | жіноча боротьба, до 57 кг | 15     |
| Чемпіонат Азії з боротьби серед молоді 2019   | Монголія | жіноча боротьба, до 57 кг | Золото |
| Чемпіонат світу з боротьби серед молоді 2019  | Монголія | жіноча боротьба, до 57 кг | 7      |